# 40. Kurentovanje (2000)
Kurentovanje 2000 je bil štirideseti uradni ptujski karneval, med 26. februarjem in 7. marcem.
Letošnje 11-dnevno Kurentovanje z vodstvom Branka Brumna, je petič zapored organiziralo Gospodarsko interesno združenje za turizem Poetovio VIVAT. Častni pokrovitelj Kurentovanja pa je bil Janko Razgoršek, minister za malo gospodarstvo in turizem. Osrednjo mednarodno karnevalsko povorko si je po lanskem poraznem obisku letos ogledalo kar nekje med 50.000 in 60.000 ljudi.
Letošnja novost je bila izbira karnevalskega princa, kar so povzeli po drugih evropskih karnevalskih mestih. Inavgurirali so ga na Martinovo, 11. novembra 1999, točno ob 11.11 uri. Prvi princ ptujskega karnevala je tako postal Jože Gapšeršič oz. Gašper I., ki je za 11 dni od župana "prevzel ključe Mestne hiše". Je eden najstarejših kurentov, saj kot kurent nastopa in sodeluje že od leta 1964. Še dandanes pa se po Ptuju v času fašenka vozi kot klovn v rdečem kabrioletu. Najbolj znan oziroma zaslužen pa je za to, da so kurenti obiskovali in spremljali naše smučarje na vseh največjih smučarskih tekmovanjih širom sveta.
27. februarja, na predpustno nedeljo, je RTV Slovenija v karnevalskem šotoru zvečer snemala oddajo o prikazu kurenta in njemu podobnih likov iz Evrope in tudi drugi slovenski pustni Lions ples. 
Zaradi večnih nesoglasij okoli plačila vstopnine za karnevalsko povorko so jo dokončno ukinili.

## Celoten spored kurentovanja

### Glavni tradicionalni dogodki
| Od   | Dogodek                                                      | Dan                        |
| ---- | ------------------------------------------------------------ | -------------------------- |
| 1998 | 3. Otvoritvena etnografska povorka                           | predpustna sobota (26.2.)  |
| 2000 | 1. Mednarodni festival FECC kurentu podobnih likov iz Evrope | predpustna nedelja (27.2.) |
| 1960 | 40. mednarodna karnevalska povorka                           | pustna nedelja (5.3.)      |
| 1960 | 40. Pokop pusta                                              | pustna torek (7.3.)        |

### Večerni prikaz ptujskih etnografskih likov
| Datum                                                         | Liki                                                                              | Dan                   |
| ------------------------------------------------------------- | --------------------------------------------------------------------------------- | --------------------- |
| Mestni trg (18.00) – Novi trg (18.30) – Slovenski trg (18.45) |                                                                                   |                       |
| 26.2.                                                         | Kurenti (KORANT'94), pokači, orači                                                | predpustna sobota     |
| 27.2.                                                         | Kurenti (VESELI KORANT) in njemu podobni liki iz Avstrije, Bolgarije in Madžarske | predpustna nedelja    |
| 28.2.                                                         | Kurenti (KORANTI POETOVIO), Orači (Leskovec)                                      | predpustni ponedeljek |
| 29.2.                                                         | Kurenti (KORANTI TURNIŠČE), Orači in Cigani (Dornava)                             | predpustni torek      |
| 1.3.                                                          | Kurenti (KORANTI ŠTURMOVEC), Orači (Lancova vas), Ploharji (Cirkovce)             | pustna sreda          |
| 2.3.                                                          | Kurenti (CENTER, FLORJAN, SPUHLJA)                                                | pustni četrtek        |
| 3.3.                                                          | Kurenti (POBREŽJE, PTUJ 1, ROGOZNICA)                                             | pustni petek          |
| Mestni trg (11.00) – Novi trg (11.30) – Slovenski trg (11.45) |                                                                                   |                       |
| 4.3.                                                          | Kurenti, Haloški Jürek, Babji mlin                                                | pustni sobota         |
| Mestni trg (18.00) – Novi trg (18.30) – Slovenski trg (18.45) |                                                                                   |                       |
| 6.3.                                                          | Kurenti (PTUJSKI KURENT, KORANTI SL. GORICE)                                      | pustni ponedeljek     |
| 7.3.                                                          | Kurenti (KORANTI HAJDINA)                                                         | pustni torek          |

### Karnevalski šotor
Vsak večer med 19. in 20. uro so se v šotoru predstavljali kurenti in ostali etnografski liki.
| Od   | Dogodek                             | Dan                  |
| ---- | ----------------------------------- | -------------------- |
| 1994 | 7. Veliki karnevalski ples v maskah | pustna sobota (4.3.) |

### Spremljevalni program
| Od   | Študentski dogodek                         | Dan                  |
| ---- | ------------------------------------------ | -------------------- |
| 2000 | 1. Kurentanc (Restavracija Pan, Kidričevo) | pustna sobota (4.3.) |

## Glavni dogodki

### 3. Srečanje slovenskih pustnih etnografskih likov in mask (26.2.)
26. februarja, ob 11. uri dopoldan, je bila otvoritvena slovesnost pred mestno hišo, ko je prvič v zgodovini oblast mesta "prevzel" prvi princ ptujskega karnevala Gašper I. oziroma Jože Gapšeršič Sledil je tretji Prikaz slovenskih pustnih etnografskih likov in mask, skupaj je nastopilo 800 etnografskih mask, od tega 400 kurentov, katerega sta Ob ptujskem županu Miroslavu Luciju spremljala tudi Janko Razgoršek (minister za malo gospodarstvo in turizem) in Henry van der Kroon, predsednik evropskega združenja karnevalskih mest, ki je Ptuj obiskal že pred dvema letoma. Razgoršek je povedal, da mu je v veliko čast srečanje z dolgoletnimi člani organizacijskega odbora in da gre predvsem njim zahvala za ohranjanje etnografske dediščine za katero v preteklosti ni bilo posluha. Tudi Kroon ni skoparil z pohvalami na račun prireditve in mesta in da tako lepega lika kot je kurent še ni videl. 
Nato se je ob 13. uri dogajanje preselilo v karnevalski šotor, katerega so slovesno otvorili, ki je že drugo leto zapored stal na desnem bregu Drave na parkirišču na Zadružnem trgu. V večernem dogajanju sta v šotoru za zabavo poskrbela Agropop in El Rumbrero family of Gipsy Kings.

### 1. Mednarodni festival FECC kurentu podobnih likov iz Evrope (27.2.)
27. februarja, po 13. uri, na predpustno nedeljo, so na mestnih ulicah in trgih prvič nastopili na prvem mednarodnem festivalu FEEC kurentu podobnih liki iz Evrope, na katerem se je zbralo skupaj 500 kožuharjev, od tega približno 300 kurentov. Prišli pa so tudi liki kot so Buše (Madžarska), pa Survare (Makedonija), Krampusi (Avstrija) in dve skupini Zvončarjev (Hrvaška); vsi z kožuhi in zvonci okrog pasu.

### 1. Kurentanc (4.3.)
4. marca, na pustno soboto, je Klub ptujskih študentov (KPŠ) organiziral prvo študentsko zabavo v maskah, v restavraciji Pan, Kidričevo.

### 7. Veliki karnevalski ples v maskah (4.3.)
4. marca, na pustno soboto zvečer, je potekal osrednji in najbolj obiskan dogodek v karnevalskem šotoru in sicer velik karnevalski ples v maskah (bal). Najboljšim trem karnevalskim skupinam v šotoru so podelili nagrade v skupni vrednosti 190.000 SIT; prva nagrada je znašala 100.000 tolarjev, druga nagrada 60.000 tolarjev in tretja nagrada 30.000 tolarjev. Za zabavo so poskrbeli Štajerskih 7 in Sanja Doležal. 
Je pa hkrati potekalo tudi drugo pustno srečanje vseh dosedanjih slovenskih zmagovalk za Miss Slovenije, ki pa se ga niso vse udeležile.

### 40. Mednarodna karnevalska povorka (5.3.)
5. marca, ob 14. uri, na pustno nedeljo, je na osrednji mednarodni karnevalski povorki, ki je za razliko od lanske zelo navdušila, se je v lepem sončnem vremenu zbralo ogromno ljudi, nekje med 50.000 in 60.000; na povorki pa je v več kot 60 skupinah (karnevalskih, etnografskih in šolskih) sodelovalo skupaj 1900 udeležencev (od tega 400 kurentov). Častni pokrovitelj Janko Razgoršek, ki je bil v teh pustnih dneh kar nekajkrat na Ptuju, je tudi sam oblekel kurentovo opravo in se precej namučil; je prvemu princu karnevala Gašperju I., ki je eden najstarejših kurentov in eden najbolj zaslužnih, da kurenti že leta smučarje spremljajo na vseh pomembnih smučarskih tekmovanjih širom sveta, podaril posebno priznanje.

### Pustni ponedeljek (6.3.)
6. marca, na pustni ponedeljek v karnevalskem šotoru, je bila med 16. in 18 uro na sporedu otroška maškerada, za animacijo pa je skrbel čarovnik Grega. Zvečer po 20. uri pa so na svoj račun prišli še ptujski srednješolci, katere pa sta zabavala Zoran Predin in Pero Lovšin. 

### 40. Pokop pusta (7.3.)
Na pustni torek, 7. marca, so v mestu tudi uradno pokopali pust. Vsi uradi, trgovine in šole so se zaprli že dopoldan. V šotoru so dopoldan med 9. in 13. uro rajali tudi ptujski osnovnošolci in otroci iz vrtcev z Spidijem, Gogijem in Power Dancers; večer se je končal z Koradom in Brendijem.

## Karnevalski šotor
Karnevalski šotor je bil postavljen že šesto leto zapored. In drugo leto zapored spet postavljen na desni breg Drave, tik zraven pešmosta, na nekdanje odlagališče na Zadružnem trgu, kjer danes stoji urejeno parkirišče. Prepustnica za šotor je stala 6.000 tolarjev, dnevna karta pa 1.000 tolarjev.
Osrednji, največji in najbolj obiskan dogodek v šotoru je bil "Veliki pustni bal (karnevalski ples) v maskah" na pustno soboto.

### Parkirišče na Zadružnem trgu
| Datum | Vsi nastopajoči | Dan                   |
| ----- | --- | --------------------- |
| 26.2. | Slovesna otvoritev karnevalskega šotora ob 13. uri (Srečanje slovenskih članov FECC s predsednikom FECC International) | predpustna sobota     |
| 26.2. | ↓ OD 20. DO 1. URE ZJUTRAJ ↓                                                                                           | predpustna sobota     |
| 26.2. | KORANT'94, ORAČI IN POKAČI                                                                                             | predpustna sobota     |
| 26.2. | Agropop in El Rumbero Family of Gipsy Kings                                                                            | predpustna sobota     |
| 27.2. | ↓ OD 20. DO 1. URE ZJUTRAJ ↓                                                                                           | predpustna nedelja    |
| 27.2. | Javno snemanje pustne oddaje RTV Slovenije                                                                             | predpustna nedelja    |
| 27.2. | PRIKAZ KURENTOV IN KURENTU PODOBNIH LIKOV                                                                              | predpustna nedelja    |
| 27.2. | 2. Slovenski Pustni Lions ples                                                                                         | predpustna nedelja    |
| 27.2. | Nočna izmena in Petar Grašo                                                                                            | predpustna nedelja    |
| 28.2. | Pustna zabava za otroke z animacijo in mehansko glasbo (15.00 do 17.30)                                                | predpustni ponedeljek |
| 28.2. | ↓ OD 20. DO 1. URE ZJUTRAJ ↓                                                                                           | predpustni ponedeljek |
| 28.2. | KORANTI POETOVIO IN ORAČI                                                                                              | predpustni ponedeljek |
| 28.2. | Siti hlapci in Gibonni                                                                                                 | predpustni ponedeljek |
| 29.2. | Pustna zabava za otroke z animacijo in mehansko glasbo (15.00 do 17.30)                                                | predpustni torek      |
| 29.2. | ↓ OD 20. DO 1. URE ZJUTRAJ ↓                                                                                           | predpustni torek      |
| 29.2. | KORANTI TURNIŠČE, ORAČI IN DORNAVSKI CIGANI                                                                            | predpustni torek      |
| 29.2. | Ritmo Loco in Davor Radolfi                                                                                            | predpustni torek      |
| 1.3.  | Pustna zabava za otroke z animacijo in mehansko glasbo (15.00 do 17.30)                                                | pustna sreda          |
| 1.3.  | ↓ OD 20. DO 1. URE ZJUTRAJ ↓                                                                                           | pustna sreda          |
| 1.3.  | KORANTI ŠTURMOVEC, ORAČI (LANCOVA VAS) IN PLOHARJI (CIRKOVCE)                                                          | pustna sreda          |
| 1.3.  | Poperkeg, Pridigarji in Big Foot Mama                                                                                  | pustna sreda          |
| 2.3.  | MAMBO ŽUR; organizator Plesni center Mambo - gostje Power Dancers (16.00 do 18.00)                                     | pustni četrtek        |
| 2.3.  | ↓ OD 20. DO 1. URE ZJUTRAJ ↓                                                                                           | pustni četrtek        |
| 2.3.  | KURENTI CENTER, FLORJAN IN SPUHLJA                                                                                     | pustni četrtek        |
| 2.3.  | Plava trava zaborava in Pidži                                                                                          | pustni četrtek        |
| 3.3.  | Pustna zabava za otroke z animacijo in mehansko glasbo (15.00 do 17.30)                                                | pustni petek          |
| 3.3.  | ↓ OD 20. DO 1. URE ZJUTRAJ ↓                                                                                           | pustni petek          |
| 3.3.  | KURENTI POBREŽJE, PTUJ I IN ROGOZNICA                                                                                  | pustni petek          |
| 3.3.  | Hudobni volk in Rok 'n' Band                                                                                           | pustni petek          |
| 4.3.  | Pustna zabava za otroke z animacijo in mehansko glasbo (15.00 do 17.30)                                                | pustna sobota         |
| 4.3.  | ↓ OD 20. DO 3. URE ZJUTRAJ ↓                                                                                           | pustna sobota         |
| 4.3.  | Veliki pustni bal z Štajerskih 7 in Sanjo Doležal                                                                      | pustna sobota         |
| 5.3.  | ↓ OD 16. DO 1. URE ZJUTRAJ ↓                                                                                           | pustna nedelja        |
| 5.3.  | PRIKAZI KURENTOV IN UDELEŽENCEV 40. PUSTNE POVORKE                                                                     | pustna nedelja        |
| 5.3.  | Frajkinclarji in Ptujskih 5                                                                                            | pustna nedelja        |
| 6.3.  | Otroška maškerada in čarovnik Grega (16.00 do 18.00)                                                                   | pustni ponedeljek     |
| 6.3.  | ↓ OD 20. DO 1. URE ZJUTRAJ ↓                                                                                           | pustni ponedeljek     |
| 6.3.  | PTUJSKI KURENT IN KORANTI SLOVENSKE GORICE                                                                             | pustni ponedeljek     |
| 6.3.  | zabava ptujskih srednješolcev z Zoranom Predinom in Perom Lovšinom                                                     | pustni ponedeljek     |
| 7.3.  | Rajanje ptujskih vrtcev in šol z Spidijem, Gogijem in Power Dancers (9.00 do 13.00)                                    | pustni torek          |
| 7.3.  | ↓ OD 20. DO 1. URE ZJUTRAJ ↓                                                                                           | pustni torek          |
| 7.3.  | pokop pusta z Koradom in Brendijem                                                                                     | pustni torek          |

## Pokrovitelji

### Glavni
- Mestna občina Ptuj

### Ostali
- Perutnina Ptuj
- Večer
- Nova KBM
- Petovia avto
- Pivovarna Laško
- Certus
- Zavarovalnica Maribor
- Talum
- Sart
- Mercator
- NES

## Nagrade

### Karnevalske skupine
|            | Nastopajoči                                    | Nagrada          |
| ---------- | ---------------------------------------------- | ---------------- |
| 1. nagrada | »Mobiteli« (Bukovci)                           | 250.000 tolarjev |
| 2. nagrada | »Kmečko gostuvanje« (Podvinci)                 | 150.000 tolarjev |
| 3. nagrada | »Miki miške«                                   | 100.000 tolarjev |
| 4. nagrada | »Babji mlin« (Čisto mesto Ptuj)                | —                |
| 5. nagrada | »Krški uparjalnik« (Marjeta na Dravskem Polju) | —                |

### Za udeležbo osnovnih šol na karnevalski povorki
Prve in druge nagrade niso podelili, saj se je povorke udeležila le ena šola.
|            | Nastopajoči                                                              | Nagrada                    |
| ---------- | ------------------------------------------------------------------------ | -------------------------- |
| 1. nagrada | »Milenijski hrošči« (OŠ Mladika)                                         | Avtobusni prevoz do 500 km |
| 2. nagrada | »Žabice, lokvanji in podvodni mož« (OŠ Ljudskiv vrt)                     | Avtobusni prevoz do 300 km |
| 3. nagrada | »Bonbončki, miške, mačke, strahovi in ogoljufano gospodarstvo« (OŠ Breg) | Avtobusni prevoz do 200 km |
| 4. nagrada | »Pasji azil, šola Olgica, in graditelji nove Olgice« (OŠ Olga Meglič)    | —                          |

### Najbolj domiselne skupinske maske na karnevalskem balu v šotoru
Podeljene na karnevalskem balu na pustno soboto;
|            | Nastopajoči | Nagrada     |
| ---------- | ----------- | ----------- |
| 1. nagrada | ni podatkov | 100,000 SIT |
| 2. nagrada | ni podatkov | 60,000 SIT  |
| 3. nagrada | ni podatkov | 30,000 SIT  |

### Najlepše okrašena stanovanjske hiše
- 40,000 tolarjev
- 25,000 tolarjev
- 10,000 tolarjev

### Najlepše okrašene izložbe
- 40,000 tolarjev
- 25,000 tolarjev
- 10,000 tolarjev

## Novostǃ 1. Princ karnevala
Gašper I., je postal 1. princ karnevala, novost ki so jo uvedli po vzoru drugih evropskih karnevalskih mest. Imel je enoletni mandat. Inavguriran je bil na Martinovo '99 točno ob 11.11 uri. Na otvoritvi karnevala je od župana prejel ključe mestne hiše in za 11 dni "prevzel" mestno oblast.

## Trasa

### Karnevalska povorka
- Osojnikova (start) – Gregorčičev drevored – Potrčeva – Ciril Metodov drevored – Osojnikova – Trstenjakova – Slomškova – Miklošičeva –
Mestni trg – Krempljeva – Minoritski trg - Dravska – Pešmost – Zadružni trg/Karnevalska dvorana (zaključek)

## Bližnji etnografski fašenki

### V okolici Ptuja
| #  | Povorka         | Dan               | Od   |
| -- | --------------- | ----------------- | ---- |
| 9. | Markovci        | pustna nedelja    | 1992 |
| 8. | Cirkovce        | pustni torek      | 1993 |
| 7. | Cirkulane       | pustna sobota     | 1994 |
| 5. | Videm pri Ptuju | pustni ponedeljek | 1996 |
| 1. | Majšperk        | pustna sobota     | 2000 |